# Elli Reed
Elli Reed (* 10. August 1989 in Salt Lake City, Utah) ist eine ehemalige US-amerikanische Fußballspielerin.

## Karriere

### Verein
Reed wurde vor der Saison 2011 an Position acht von der Franchise der Western New York Flash gedraftet, jedoch noch vor Saisonstart zu den Boston Breakers transferiert. Für die Breakers lief Reed in zwei Spielzeiten in insgesamt 21 Ligapartien in der WPS und der WPSL Elite auf. Im Sommer 2012 wechselte sie nach Deutschland zum Bundesligisten FCR 2001 Duisburg, bei dem sie auf elf Einsätze kam, ehe sie nach einer Saison wieder in ihre Heimat zurückkehrte. Dort wurde Reed Anfang 2013 als sogenannter Free Agent vom Seattle Reign FC verpflichtet und gab ihr Ligadebüt am 21. April 2013 gegen den Portland Thorns FC. Nach Saisonende in den USA wechselte sie kurzzeitig auf Leihbasis zum schwedischen Erstligisten Kristianstads DFF und verlängerte anschließend ihren Vertrag in Seattle um ein Jahr plus Option. Mit den Reign erreichte Reed in der Saison 2014 das Play-off-Finale gegen den FC Kansas City. Zum Winterhalbjahr 2014/15 wechselt sie auf Leihbasis zu Melbourne Victory. Nach der Saison 2017 beendete Reed ihre Karriere.

### Nationalmannschaft
Reed lief zwischen 2006 und 2012 für die US-amerikanischen Nachwuchsteams in den Altersstufen U-17 bis U-23 auf und gewann mit der U-20 die Weltmeisterschaft 2008 in Chile.